# Gnomonik

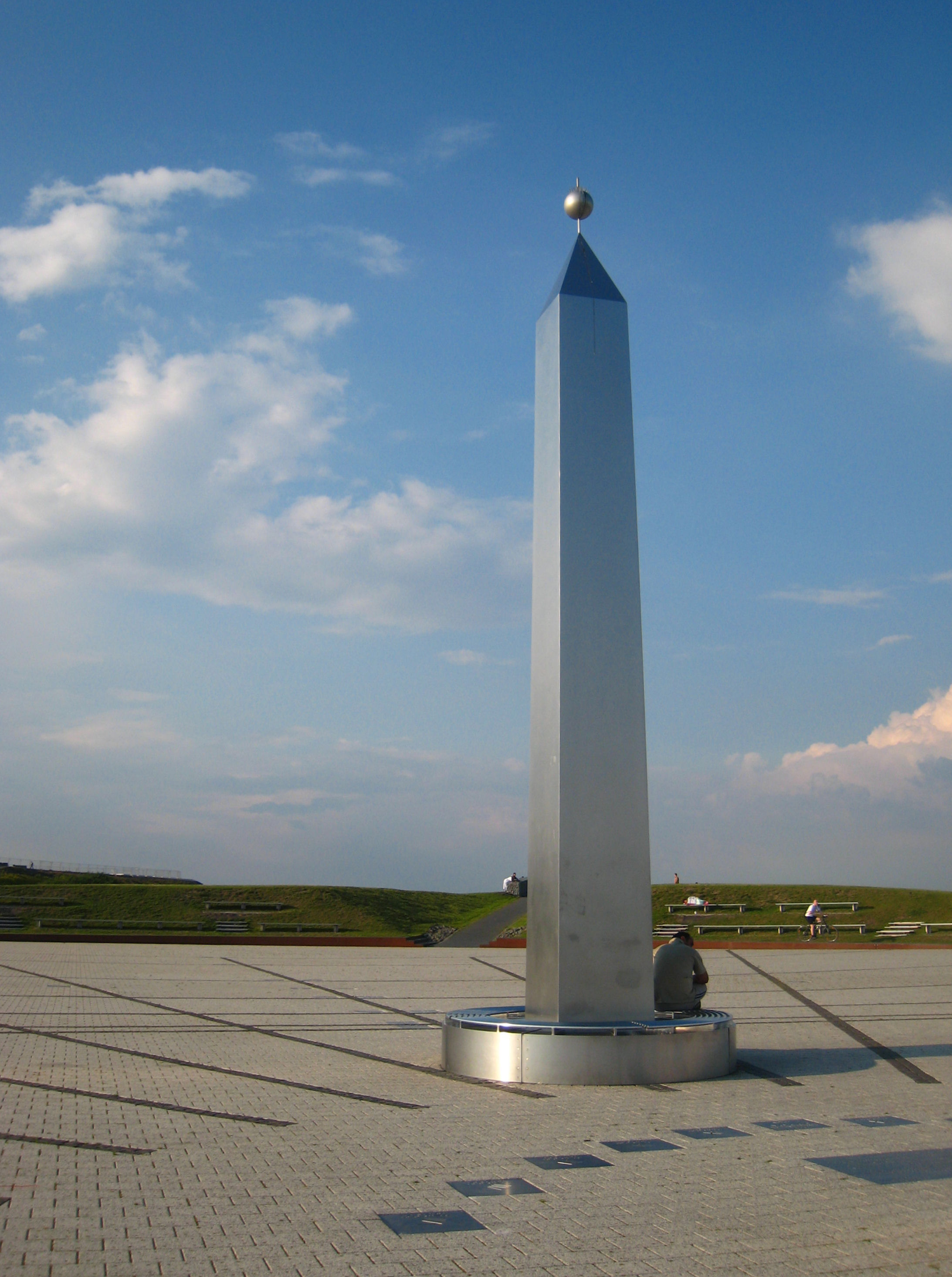
Moderne horizontale Groß-Sonnenuhr mit Obelisk als Gnomon

Gnomonik ist die Lehre von der Sonnenuhr, von griechisch γνώμων Gnomon „Schattenstab“, dem zentralen Teil einer antiken Sonnenuhr mit der Stabspitze als Funktionselement.

## Wissenswertes
Heute zählt auch die Erforschung der Geschichte der Sonnenuhren zur Gnomonik. Sie geht wie die erstmalige Verwendung der Sonnenuhr wahrscheinlich auf die Babylonier zurück. Ihren Höhepunkt erreichte sie allerdings in der griechischen und römischen Antike.
Der römische Autor Vitruv nennt in seinem Werk Zehn Bücher über die Architektur (ca. 22 v. Chr. dem Kaiser Augustus gewidmet) die Gnomonik als eines der drei Teilgebiete der Architektur.
Als Hilfsmittel, um den Schattenwurf der Gnomonspitze zu berechnen, dient die Gnomonische Projektion. Dieser heute allgemein verwendete geometrische Begriff für die Zentralprojektion einer Hohlkugel wird für die Projektion der Sonne von der Himmelskugel auf das Zifferblatt der Sonnenuhr angewandt.